# Société extraterritoriale
 (septembre 2018).
Si vous disposez d'ouvrages ou d'articles de référence ou si vous connaissez des sites web de qualité traitant du thème abordé ici, merci de compléter l'article en donnant les références utiles à sa vérifiabilité et en les liant à la section « Notes et références ».
Une société extraterritoriale est une société enregistrée à l'étranger, dans un pays où le propriétaire n'est pas résident. Mais, à la différence des filiales internationales d'entreprises, ce type de sociétés n'exercent aucune activité économique dans le pays où elles sont domiciliées.

## Présentation

### Définition
Une société « extraterritoriale » est non résidente, par opposition aux sociétés dites « territoriales », qui sont résidentes.
L'objectif avec ce type de société est principalement l'optimisation fiscale, de « “faire en sorte que les bénéfices se déclarent dans le territoire où il y a peu ou pas d'impôt”, ce qui permet aux entreprises d'augmenter leur rentabilité ». Par voie de conséquence, ces sociétés sont habituellement créées dans des États où la fiscalité est avantageuse, notamment dans ce que l'on appelle les paradis fiscaux tels que les Bahamas, les Îles Vierges britanniques, le Panama, mais aussi l'État du Delaware aux États-Unis.
Le but d'une telle société est aussi de faciliter certaines transactions qui ne sont pas forcément illégales, mais qui nécessitent néanmoins une certaine discrétion, celle-ci étant garantie dans ces paradis fiscaux.
Une juridiction extraterritoriale pourrait aussi être définie comme une juridiction mettant en place un cadre juridique favorisant l'afflux de capitaux en provenance de pays étrangers :
- secret bancaire ;
- secret professionnel des divers intervenants ;
- système de taxation différent pour les résidents et non-résidents (taux d'imposition moins élevé pour les sociétés non résidentes) ;
- anonymat des actionnaires ;
- tenue de comptabilité non obligatoire.

Par exemple, dans le secteur de l'assurance, et compte tenu des règles prudentielles, « certains contrats ne sont possibles que dans des pays comme les îles Caïmans parce que la législation y est plus souple ». On peut aussi citer le crédit-bail (leasing) d'avions, qui se fait souvent via des paradis fiscaux.
Une société extraterritoriale permet aussi d'obtenir un compte bancaire où le bénéficiaire n'apparaît pas directement, lui permettant pour détenir des biens en dissimulant son identité, une pratique « illégal[e] dans la mesure où la constitution de ces sociétés vise à masquer le bénéficiaire ».
Ces sociétés sont souvent implantées dans des territoires où l'opacité bancaire est de mise, ayant souvent recours à des prête-noms, ce qui permet de brouiller les pistes sur les véritables propriétaires.

### Types
On peut dénombrer les types de sociétés extraterritoriales suivantes :[réf. nécessaire]
- captive d'assurance ;
- holding ;
- « International business company » ou « International business corporation » (IBC) ;
- Limited liability partnership (LLP) ;
- société avec un capital social ;
- société belge d'investissement (SBI) ;
- société cellulaires protégées ;
- société dormante ;
- société hybride ;
- société limitée par cautionnement.

## Pays ayant des juridictions extraterritoriales
Liste de pays ayant des juridictions extraterritoriales :[réf. nécessaire]
- Andorre
- Anguilla
- Aruba
- Bahamas
- Barbade
- Belgique
- Belize
- Bermudes
- Botswana
- Brunei
- Chypre
- Costa Rica
- Curaçao
- Delaware (États-Unis)
- Dubaï
- Gibraltar
- Grenade
- Guernesey
- Hong Kong
- Îles Caïmans
- Îles Cook
- Île de Man
- Îles Marshall
- Île Maurice
- Îles Turks-et-Caïcos
- Îles Vierges britanniques
- Irlande
- Jersey
- Labuan
- Liberia
- Liechtenstein
- Madère
- Malte
- Monaco
- Panama
- Ras el Khaïmah (émirat)
- Royaume-Uni
- Saint-Christophe-et-Niévès
- Saint-Vincent-et-les-Grenadines
- Seychelles
- Singapour
- Suisse

## Polémique
Fréquemment associées aux paradis fiscaux, les sociétés extraterritoriales ont été très souvent en tête d'actualité, les États cherchant par tous les moyens à endiguer les délocalisations et à reprendre la main face à la mondialisation et les montages fiscaux visant à l'optimisation fiscale[réf. souhaitée].
Ces sociétés permettent aussi de faire de la fraude fiscale « avec des montages en parapluie, sur différentes strates », car il est souvent impossible de savoir à qui appartiennent véritablement ces sociétés.
Des programmes de divulgation volontaire (comme l'Internal Revenue Service aux États-Unis) et autres cellules de dénonciation ont été créés, permettant aux évadés fiscaux de revenir en échappant à la sanction fiscale[réf. souhaitée].
Pour autant, une société extraterritoriale ne signifie pas forcément évasion fiscale[réf. souhaitée].
Ce type de société est aussi idéal pour faire du blanchiment d'argent issu d'activités criminelles, telles que le trafic de drogue ou le grand banditisme, et constitue dans ce domaine précis un marché de « milliers de milliards de dollars par an », souligne un expert.